# Salle Wagram
Pour les articles homonymes, voir Wagram (homonymie).
La salle Wagram est une salle de spectacle parisienne. Située entre l'avenue de Wagram et la rue de Montenotte, dans le 17e arrondissement, à quelques centaines de mètres de l'Arc de triomphe de l'Étoile, elle est sans doute le plus ancien lieu de fêtes à Paris. Elle est le dernier vestige architectural des salles de bal qui représentaient, depuis le Directoire et sous la Restauration, l'un des hauts lieux de la « Vie Parisienne ».

## Historique

### Fondation et essor
En 1812, l'arasement de la place de l'Étoile s’achève, mais on attendra encore 20 ans l'achèvement de l'Arc de Triomphe à la gloire de Napoléon Bonaparte. Le versant nord de la butte de Chaillot est encore un lieu d'excursion campagnarde pour les habitants de la ville. Dans cet endroit situé hors de l’enceinte des Fermiers généraux, les vins de Suresnes ne sont pas soumis à l'octroi. Dourlans, un vétéran de la Garde impériale, juge le moment opportun pour y ouvrir une guinguette, à distance réglementaire de l'enceinte des fermiers généraux entre la barrière de l'Étoile et celle du Roule.

### Restauration et Second Empire
Après Waterloo, il crée le Bal Dourlans : jardin, piste de danse, tonnelles à lampions et une première salle destinée à abriter les danseurs l'hiver, perpétuent la tradition du bal de barrière créé sous Louis XVI. Le comptoir est l'autel de marbre blanc richement sculpté, provenant de l'église du Petit Val à Sucy-en-Brie, pillée sous la Révolution. Ce comptoir a disparu après 1871. L’atmosphère d’insouciance de la Restauration attire sous la pergola de sa guinguette des Parisiens avides de quadrilles et de valses venues d’Autriche.
Sous le Second Empire, le Bal Wagram prospère : Dourlans aménage dans le jardin des « bosquets d'amour » et fait appel à l'architecte Adrien Fleuret (1835-1912), déjà auteur du théâtre Marigny en 1862, qui dessine les plans d'une nouvelle salle, entourée de deux galeries d’étages. Inaugurée en 1865, c'est la salle que nous connaissons aujourd'hui : le rendez-vous bucolique est devenu une véritable salle de bal. La voûte étincelle de lustres de Bohême. Le plafond d’Adrien Fleuret, un ensemble de peintures, balustres et colonnades, sera inscrit en 1981 à l’inventaire supplémentaire des monuments historiques. 
À vrai dire ce que l'on nomme la salle Wagram est composé de deux espaces superposés aux atmosphères bien différentes, la salle Wagram 800 m2 et la salle Montenotte 600 m2. La salle Montenotte est de plain-pied sur la rue du même nom. La salle Wagram au-dessus est donc bien plus proche de la rue Montenotte que de l’avenue de Wagram sur laquelle elle s'ouvre cependant, pour mériter son nom.
Cette entrée « officielle » au no 39 de l’avenue de Wagram n’était large que d’une immense porte ourlée de lumière, puis au-delà on accédait à la salle en parcourant un long couloir « magique » de près de cent mètres qui passait sous le théâtre de l'Empire.

### AuXXesiècle
En 1899, la salle est léguée à l’Académie des inscriptions et belles-lettres.
Chaque année, la comtesse de Wagram donne un bal d’apparat. Barons et banquiers de la fraîche aristocratie bonapartiste savourent leur triomphe entre la Salle Wagram, et celle de l’Empire. Dans les années 1920, le propriétaire, Marius Combes, attaché aux derniers accents du style troubadour, fait œuvre de mécène, commandant de nombreux meubles et faisant travailler les artisans d’art.
Tous les banquets et débats interparlementaires, après chaque session de la Chambre des représentants, entre 1930 et 1939, s'y déroulent.
La salle Wagram est associée à tous les symboles de la modernité : le Salon des Cycles à partir de 1894 et la première exposition d’automobiles à Paris en 1896, la boxe française avec le combat, en 1900, entre Charles Charlemont et Castérès qui fut battu, la boxe anglaise avec Panama Al Brown, Georges Carpentier et Marcel Cerdan. Des grands noms de la haute couture et du prêt-à-porter y présentent leurs collections de mode car le mystère de ses décors se prête harmonieusement aux présentations ainsi qu'aux soirées dansantes célèbres : Bals de l'Internat de 1952 à 1968, Bals des 4'Z'Arts (élèves de l'École des Beaux-Arts de Paris) à 21 reprises entre 1905 et 1952, « La Nuit du Jazz » de 1945 à 1968.
De nombreuses manifestations artistiques y sont organisées, des séminaires, des concours, des examens. L'acoustique excellente en fait un remarquable studio d'enregistrement qui a vu défiler, parmi bien d'autres, Carl Schuricht, André Cluytens, Leonard Bernstein, la Callas, le Philharmonique de Berlin, Alexis Weissenberg, Herbert Von Karajan, Lorin Maazel, Seiji Ozawa, Daniel Barenboïm, Georges Cziffra, Mstislav Rostropovitch…

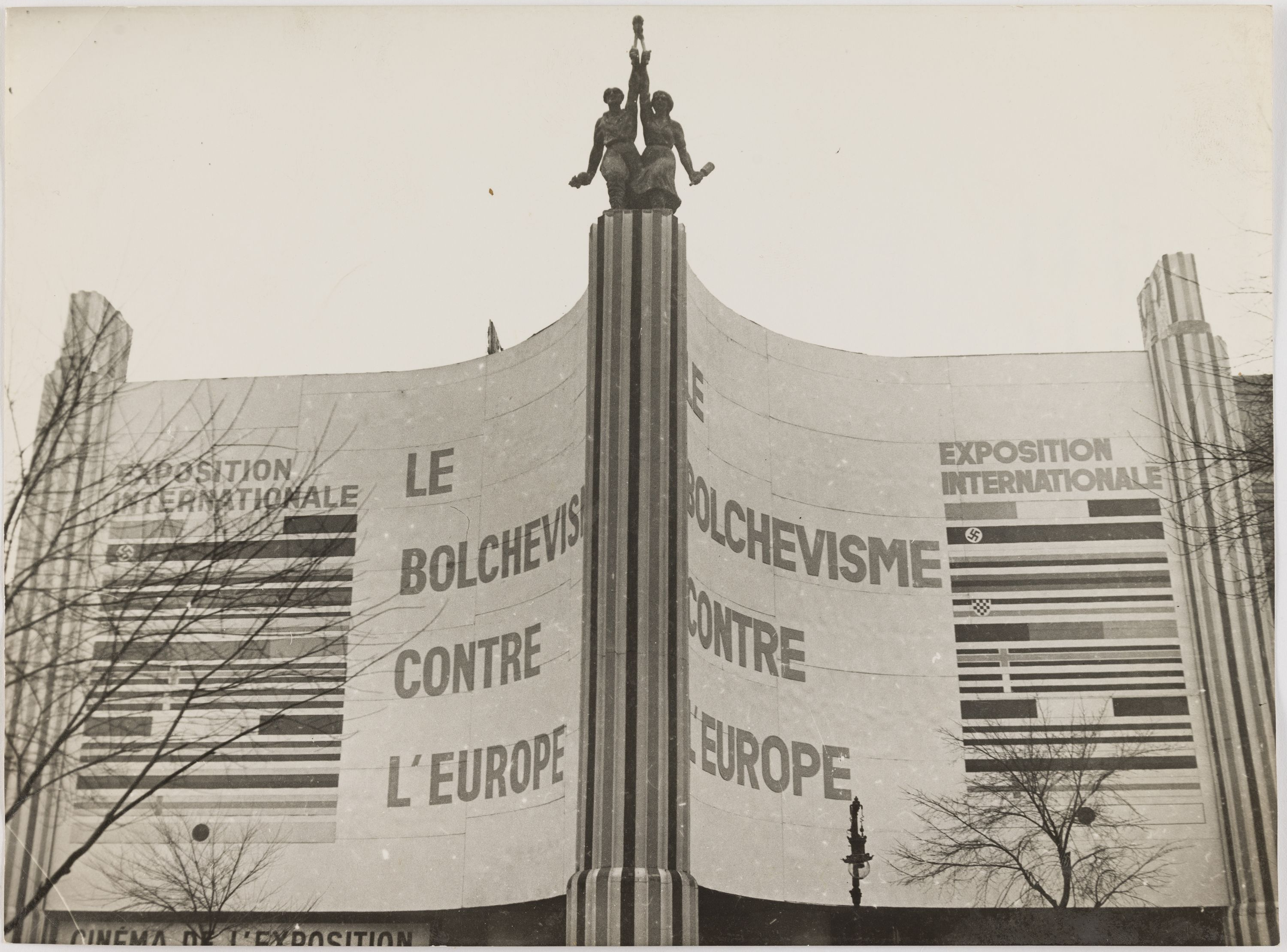
Exposition « Le Bolchevisme contre l'Europe » en 1942.

La salle Wagram est aussi un lieu de congrès et de réunions politiques. L'Internationale socialiste y tient son congrès du 23 au 27 septembre 1900, suivi d'un congrès national de toutes les organisations socialistes françaises du 28 au 30 septembre resté célèbre par les vives controverses entre Jules Guesde et Jean Jaurès. Adversaires de la participation ministérielle au gouvernement Waldeck-Rousseau, les guesdistes se retirent de l'unité socialiste. 
En 1945 avec la présence des soldats américains, la salle devint un haut lieu du Jazz avec de grandes formations et de grands noms tels que ceux de Sidney Bechet, Louis Armstrong, Duke Ellington, Lionel Hampton, Bud Powell et Django Reinhardt.
Serge Gainsbourg, Claude François et des groupes musicaux comme le Groupe rock, Les Vautours en 1962, Franck Fernandel, Electric Light Orchestra, Telephone et Bijou y donnèrent des récitals...
De nombreux films y ont été tournés : L’Amant, Un homme et une femme, La neige et le feu, Mr & Mrs Bridges, Talons Aiguilles, Toulouse Lautrec, Le dernier Tango à Paris, Tendre Poulet, etc.
Dans les années 1960, la salle Wagram est un lieu de rencontre prisé par les jeunes immigrés espagnols à Paris lors des bals de fin de semaine, notamment pour les femmes, qui oublient un temps leur condition de domestique.

### AuXXIesiècle
Après l’explosion accidentelle du théâtre de l'Empire le 17 février 2005, la reconstruction fait disparaître la façade et l’accès à la salle Wagram restaurée s’effectue dorénavant à ciel ouvert, par un escalier monumental digne d’un festival de cinéma. Un autre escalier, plus discret, distribue la salle Montenotte située au niveau inférieur.

### Quelques dates et événements marquants
- 1812 : ouverture de la Salle Wagram, à l’occasion du 1er «Bal Dourlans».
- 1865 : reconstruction de la Salle Wagram par Adrien Alphonse Fleuret, devenue alors la salle des grands bals de l’Empire.
- 1894 : 1er Salon du Cycle, l’exposition internationale de vélocipédie.
- 1900 : 1er Championnat du Monde de Boxe Française.
- 1937 : premier combat en France de Marcel Cerdan.
- 1942 : exposition Le Bolchevisme contre l'Europe.
- 1942 : Congrès national de la Ligue française d'épuration, d'entr'aide sociale et de collaboration européenne.
- 1948 : Lino Ventura, Champion d’Europe de lutte gréco-romaine, s’y produit dans des combats de catch.
- 1957 : Carl Schuricht et la Société des Concerts du Conservatoire y enregistrent l’intégrale des symphonies de Beethoven.
- 1958 : Nuit du Jazz avec Sidney Bechet dont ce sera le dernier concert. Duke Ellington y enregistre « Atone parrallel to Harlem ».
- 1964 : Maria Callas enregistre « Carmen » avec Nicolaï Gedda sous la direction de Georges Prêtre.

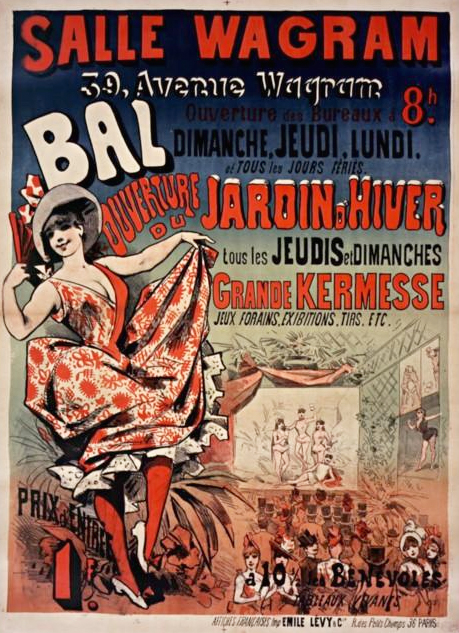
Ouverture du jardin d'hiver (1883).
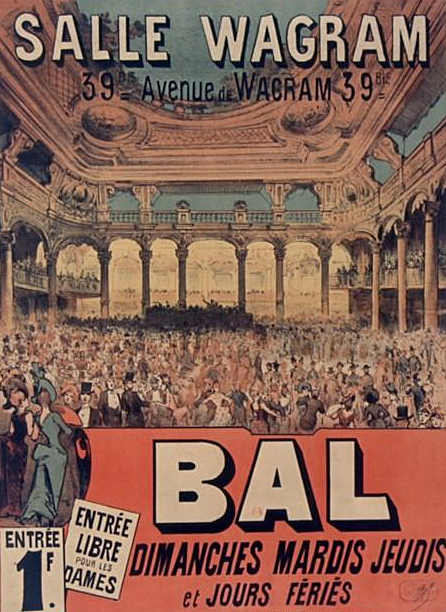
Bal, entrée libre pour les dames (1886).
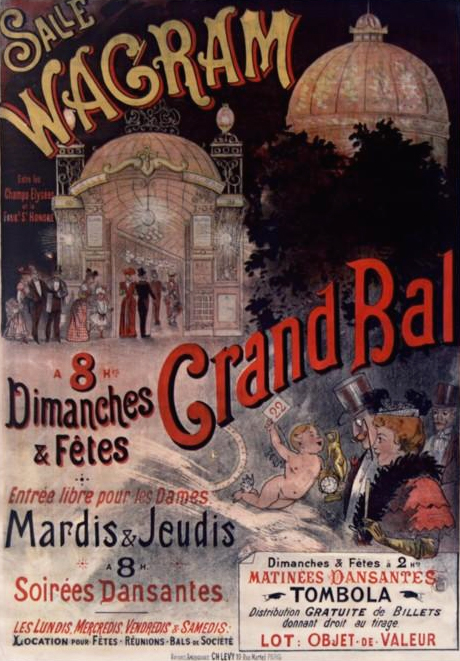
Grand bal à 8 heures (1890).
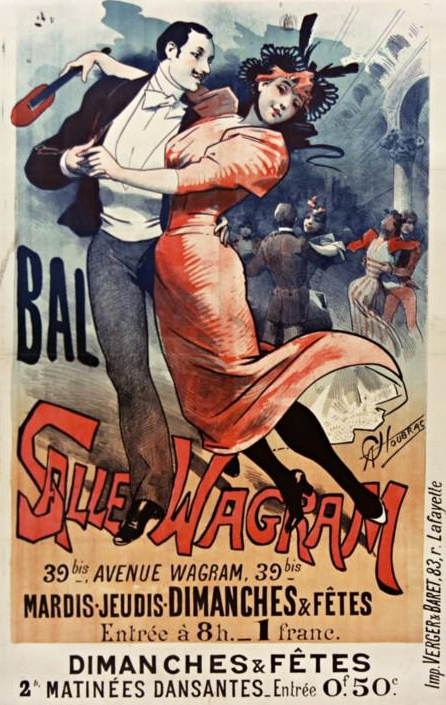
Bal (affiche d'Alfred Choubrac, 1890).

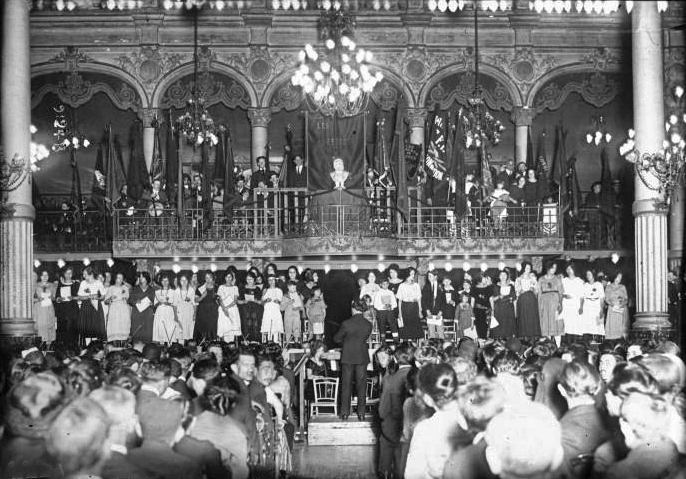
Commémoration en l'honneur de Jaurès (1921)
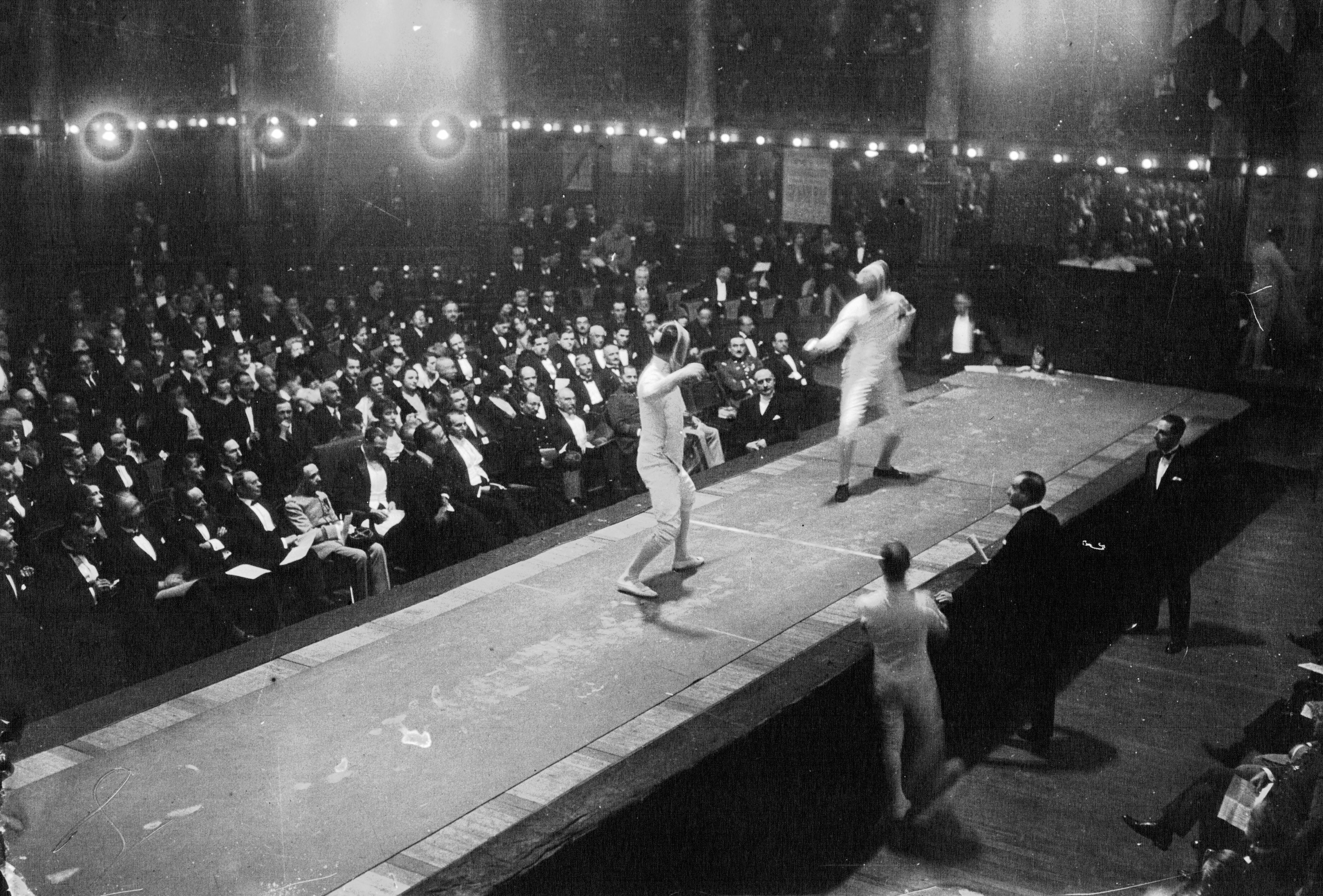
Lucien Gaudin affrontant Georges Tainturier à l'épée (1927)
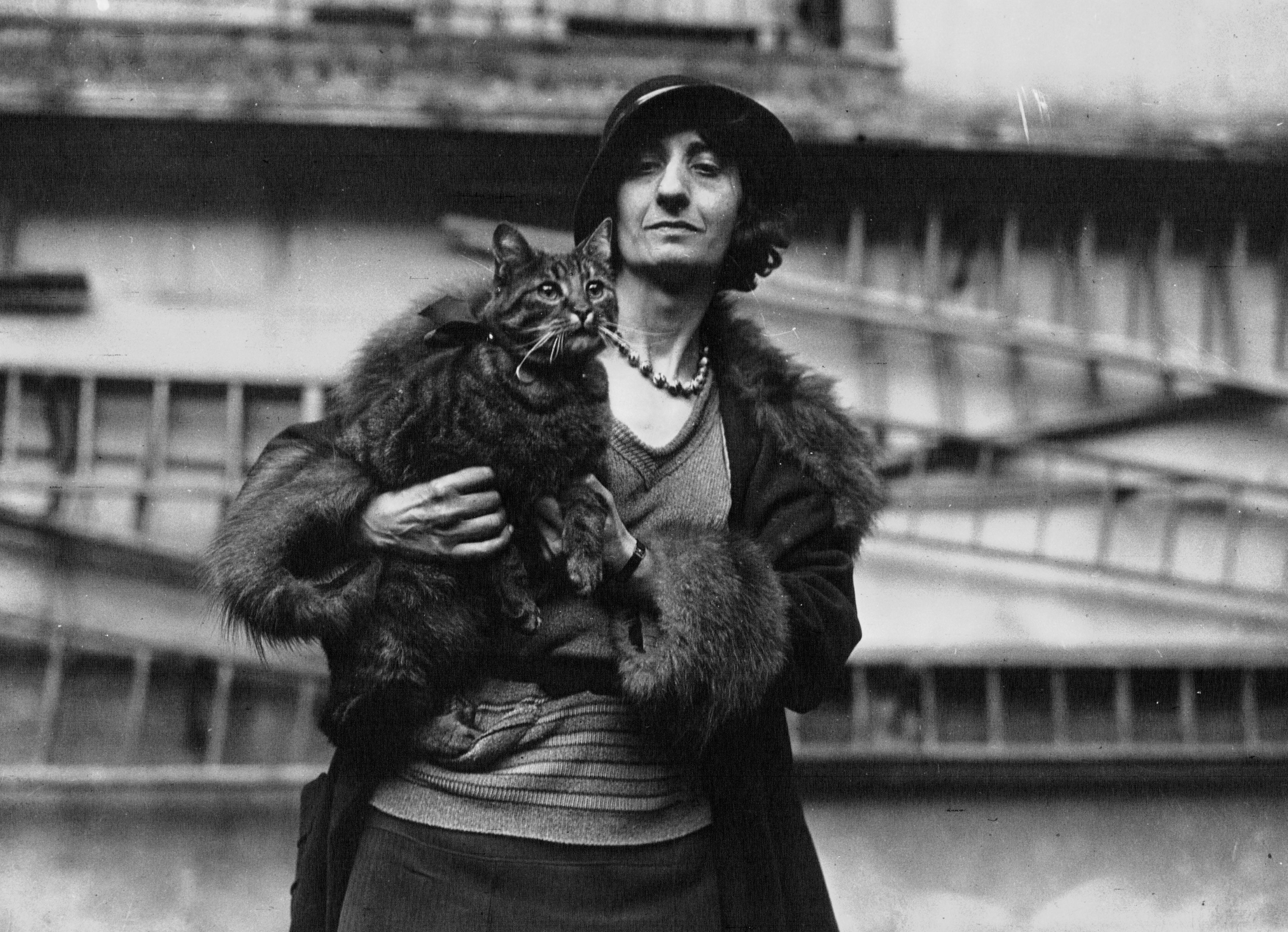
Exposition féline (1932)
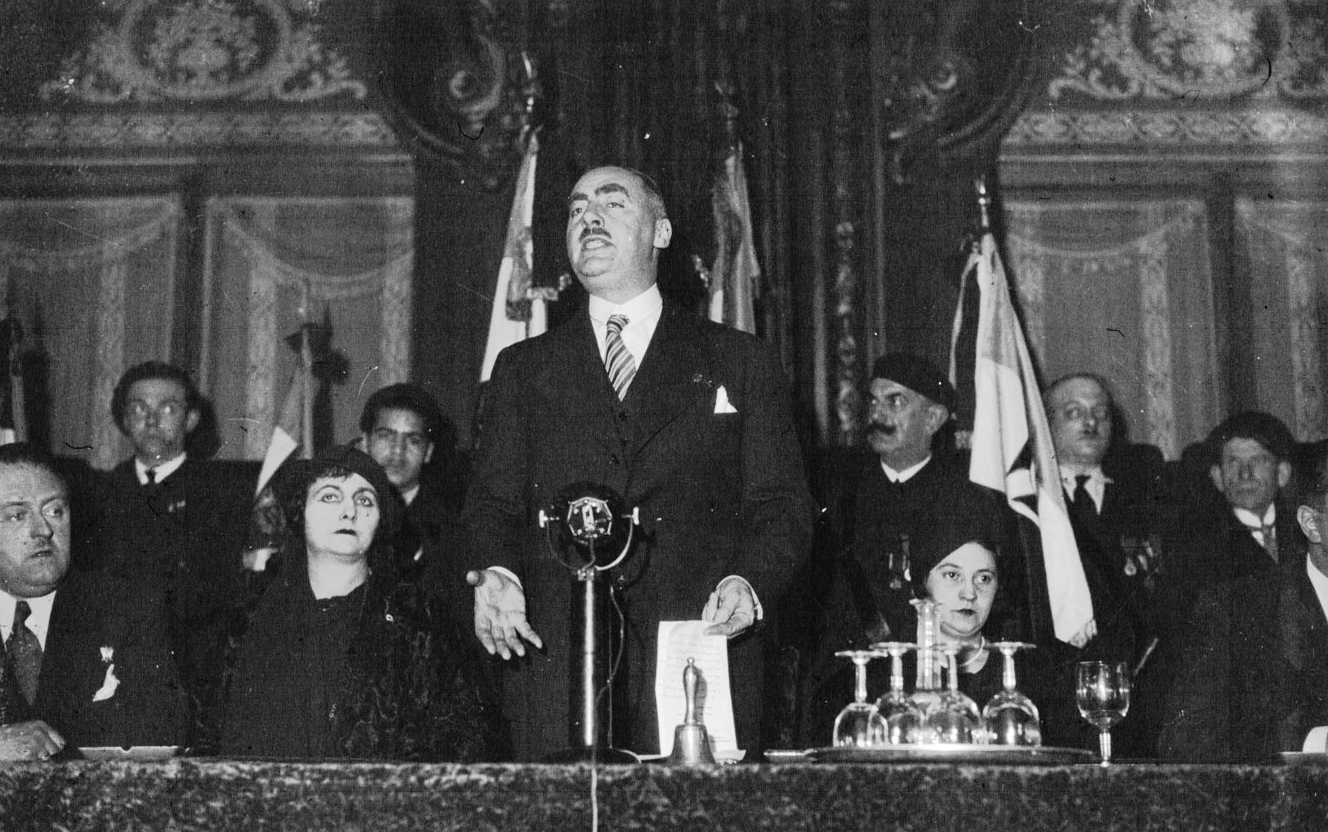
Discours de Pierre Taittinger, président des Jeunesses patriotes (1936)

## Sources
- Page consacrée à la salle Wagram ; lire en ligne sur le site de la mairie du 17e arrondissement de Paris
- Les grandes heures de la salle Wagram ; voir en ligne  sur le site de l'exploitant de la salle; (consulté le 7 août 2014).
- Photos de la salle wagram en 2014 ; voir en ligne sur le site 75-paris.skyrock.com; (consulté le 7 août 2014).